# Norrlands dragonregemente

Vapen för Norrlands dragonregemente tolkat efter dess blasonering åren 1977–2004.

Norrlands dragonregemente (K 4) är ett kavalleriförband inom svenska armén som verkat i olika former åren sedan 1893. Förbandsledningen är förlagd i Arvidsjaurs garnison i Arvidsjaur.

## Historia

### Bildandet
Regementet härstammar från Jämtlands hästjägarkår, som blev ett självständigt förband 1853, då det skildes från Jämtlands fältjägarregemente. I samband med att regementet reducerades till en kår antogs namnet Jämtlands fältjägarkår. I det 1670 nybildade Jämtlands regemente till fot hörde föregångaren till Norrlands dragonregemente, Jämtlands kavallerikompani, som i många avseenden hade en självständig ställning och i vilket Jämtlandsdelen av Bohus-Jämtlands kavalleri uppgick 1675. Kompaniet hade sin övningsplats på Frösön och blev indelt 1685.
År 1802 ändrades namnet från Jämtlands kavallerikompani till Jämtlands hästjägarskvadron. År 1834 uppsattes ännu en skvadron som tillsammans med den förra bildade Jämtlands hästjägarkår. År 1853 avskildes enheten från Jämtlands fältjägarregemente och blev ett självständigt förband. Dess förste chef blev Georg Adlersparre. År 1893 utökades kåren med ytterligare tre skvadroner, och samtidigt antogs namnet Norrlands dragonregemente. Det nya regementet skulle förläggas till Umeå. I avvaktan på att kasernerna skulle bli färdiga var regementet under åren 1893–1901 förlagt till Drottningholm och Frösön. Gemensamma övningar genomfördes i Gustafs socken i Dalarna. Regementet flyttade in i kasernerna i på Skolgatan i Umeå år 1901.
I samband med 1914 års härordning justerades 1914 samtliga ordningsnummer inom armén. För till exempel Norrlands dragonregemente innebar det att regementet blev tilldelad beteckningen K 8. Justeringen av beteckningen gjordes för att särskilja regementen och kårer mellan truppslagen. Det med bakgrund till att namn och nummer som till exempel № 3 Livregementets grenadjärkår och № 3 Livregementets husarkår kunde förefalla egendomliga för den som inte kände till att förbanden ifråga tillhörde skilda truppslag.
Genom 1925 års försvarsbeslut beslutades att Smålands husarregemente (K 4) skulle avvecklas 31 december 1927. Genom försvarsordning bröts väsentliga delar av rangordningssystemet sönder. Detta skedde genom att truppförband med höga stamnummer flyttades in i låga nummer, som blivit vakanta efter indragna eller sammanslagna regementen och därvid även fick tillgodoräkna rang i enlighet med platsen i nummerserien. Norrlands dragonregemente som hade ett högt stamnummer, övertog från den 1 januari 1928 det nummer som Smålands husarregemente innehaft, det vill säga K 4.

### Regementet läggs ner...
Inför 1955 års riksdag föreslog regeringen för riksdagen, på förslag från chefen för armén Carl August Ehrensvärd, en viss reducering av arméns organisation. Bland annat föreslogs en reducering av kavalleriets organisation och att antalet stamridhästar till budgetåret 1959/1960 skulle minskas från 1455 till 435 hästar. Vidare föreslogs att Norrlands dragonregemente skulle reduceras till att omfatta en bataljon. Bataljonen skulle samtidigt administrativt underställas Västerbottens regemente (I 20). Vidare skulle bataljonen tillföras remontutbildningen från och med budgetåret 1957/1958, vilket bland annat innebar att utbildningen av beridna jägare överfördes från Livregementets husarer (K 3). Bataljonen skulle framöver utbilda 325 beridna jägare och drygt 75 jägare på motorcykel och cykel. Därjämte skulle det vid bataljonen finnas en rid- och körskola för utbildning av instruktörer och hovslagare. Förbandets stamridhästar beräknades reduceras från 400 till 360 hästar.

### Norrlands dragoner
Den 30 juni 1958 upplöstes regementet och den kvarvarande bataljonen, som antog namnet Norrlands dragoner (K 4), uppgick den 1 juli 1958 i Västerbottens regemente (I 20). Den 1 september 1966 samlokaliserades Norrlands dragoner med Västerbottens regemente (I 20) på Hissjövägen.

### OLLI-reformen
Den 16 februari 1973 presenterade regeringen en proposition där man föreslog organisationsförändringar beträffande arméns och marinens myndigheter på lägre regional och lokal nivå. För arméförbanden innebar förslaget att försvarsområdesstaben integrerades med ett fredsförband inom samma försvarsområdet. Reformen kom att kallas för OLLI-reformen, vilken genomfördes inom försvaret åren 1973–1975. I Västerbotten sammanslogs Västerbottens regemente med Umeå försvarsområde (Fo 61), som med sammanslagningen bytte namn till Västerbottens försvarsområde. Från den 1 juli 1973 bildades försvarsområdesregementet I 20/Fo 61. Detta medförde att inom Västerbottens försvarsområde blev Västerbottens regemente ett A-förband (försvarsområdesregemente) och fick det samlade mobiliserings- och materialansvaret inom försvarsområdet. Norrlands dragoner, som vid denna tidpunkt var en del av Västerbottens regemente, blev en utbildningsbataljon (typ C-förband) med bibehållet namn och oförändrade traditioner.

### 1974 års regeringsform
I samband med att 1974 års regeringsform trädde i kraft den 1 januari 1975, ändrades namnet från Kungliga Norrlands dragoner till enbart Norrlands dragoner. Samtidigt fråntogs Konungen den formella rollen som högste befälhavare för krigsmakten, vilket även kom att gälla rollen som förbandschef över gardesförbanden. Från den 1 januari 1975 blev monarken istället hederschef över gardesförbanden.

### Flytten till Arvidsjaur
Den 5 juni 1973, drygt en månad innan Norrlands dragoner gick in i den nya organisationen, lade regeringen fram sin andra proposition gällande OLLI-reformen. I den föreslog regeringen att förlägga ett nytt fredsförband till Arvidsjaur. I proposition föreslog regeringen att det nya förbandet skulle överta namn och benämning från Norrlands dragoner (K 4). Bakgrunden till att regeringen ville förlägga ett fredsförband till Arvidsjaur var att motverka avfolkning av Norrlands inland. Ett nytt fredsförband var en av flera sysselsättningsskapande åtgärder som lades fram av regeringen under 1960-talet och början av 1970-talet. Att det blev Norrlands dragoner som föreslogs att lokaliseras till Arvidsjaur var dock från början ingen självklarhet. Debatten om ett nytt fredsförband i Norrlands inland hade förts en längre tid där orter som Arvidsjaur, Storuman, Vilhelmina, Lycksele, Sorsele, Jokkmokk och Överkalix uppvaktade regeringen med att få bli mottagare av det nya fredsförbandet. Dock var både Överbefälhavaren och chefen för armén  starkt kritiska till att förlägga ett nytt förband till en ny ort i Norrland. Istället ansåg de båda att om den militära verksamheten skulle utökas, borde detta ske genom att befintliga utbildningsförband byggdes ut och förbättrades. Vidare ansåg både Överbefälhavaren och chefen för armén att om ett nytt förband skulle inrättas borde detta förläggas öster om Lule älv. Skulle förbandet förläggas väster om älven ansåg överbefälhavaren att Arvidsjaur var den minst olämpliga förläggningsorten. Chefen för armén ansåg att irrationella lösningar får komma i fråga endast när det gäller nödvändiga mobiliserings- och beredskapsåtgärder.
När propositionen lades fram hade regeringen förordat Arvidsjaur som mottagare till det nya förbandet och att Norrlands dragoner skulle flyttas dit från Umeå garnison. Vid sidan om huvudalternativet hade arméchefen på eget initiativ studerat förutsättningarna för att förlägga ett trängförband eller ett ingenjörförband till Arvidsjaur. Vid valet att förlägga ett trängförband till Arvidsjaur hade arméchefen föreslagit Norrlands trängregemente (T 3) vilket då även innebar en avveckling av Livregementets grenadjärer (I 3) i Örebro. Vid valet av ingenjörförband hade arméchefen föreslagit Bodens ingenjörkår (Ing 3) som förband. Både överbefälhavaren och chefen för armén ansåg att det av arméchefen framlagda alternativet att omlokalisera Norrlands trängregemente till Arvidsjaur var det lämpligaste ur organisationssynpunkt och näst bästa alternativet var en omlokalisering av Bodens ingenjörkår. Försvarets rationaliseringsinstitut förordade dock att Norrlands dragoner skulle omlokaliseras till Arvidsjaur, vilket även blev det förslag som regeringen lade fram för riksdagen. Förslaget antogs av riksdagen den 13 december 1973. Den 1 april 1980 flyttade Norrlands dragoner in i det nya kasernetablissementet i Arvidsjaur och antog samtidigt det nya namnet Norrlands dragonregemente. I juni 1980 ryckte de första värnpliktiga in på regementet i Arvidsjaur, vilket invigdes av H.M. Konung Carl XVI Gustaf den 20 september samma år. De värnpliktiga kom i huvudsak att utbildas till jägarsoldater, så kallade norrlandsjägare. Under 1980-talet krigsorganiserades åtta norrlandsjägarbataljoner.
Inför försvarsbeslutet 2000 var regeringens utgångspunkten att det endast behövdes två enheter för att tillgodose Försvarsmaktens framtida behov av skilda slag av jägarförband, en enhet för utbildning av Norrlandsjägare och en enhet för utbildning av underrättelse- och säkerhetsförband. I valet gällande vilket förband som skulle kvarstå för utbildning av Norrlandsjägare stod det mellan Norrlands dragonregemente (K 4) och Lapplands jägarregemente (I 22). I valet gällande vilket förband som skulle kvarstå för utbildning av underrättelse- och säkerhetsförband var regeringens kravbild att förbandet skulle ha goda utbildningsförutsättningar och infrastruktur, för bland annat träning i fallskärmshoppning och närhet till transportflyg. Valet stod mellan Livgardets dragoner (K 1) och Livregementets husarer (K 3). Regeringen ansåg att Livgardets dragoner saknade förutsättningar för den samordning och koncentrering som ansågs nödvändig för en huvudenhet för jägarutbildning. Därmed föreslog regeringen i sin proposition att Livregementets husarer (K 3) och Norrlands dragonregemente (K 4) skulle kvarstå i grundorganisationen, medan Livgardets dragoner (K 1) och Lapplands jägarregemente (I 22) skulle avvecklas.

### Regementet läggs ner igen...
Inför försvarsbeslutet 2004 föreslog regeringen att endast ett jägarförband av Livregementets husarer (K 3) och Norrlands dragonregemente (K 4) skulle kvarstå i grundorganisationen. I valet mellan de två regementena framhöll regeringen att Livregementets husarer ansågs vara en integrerad enhet med utbildning av underrättelseförband inklusive fallskärmsjägare och luftburna enheter. Till detta kom även att Särskilda skyddsgruppen var lokaliserad till Karlsborg. Vidare framhölls den närhet Livregementets husarer har till goda övnings- och skjutfält, närhet till mekaniserade förband och underhållsförband i Skövde samt den militära flygplatsen i Karlsborg. Gällande Norrlands dragonregemente ansåg regeringen att förbandet enbart är en plattform med utbildning av jägarförband med en begränsad verksamhet inom garnisonsorten. Därmed föreslog regeringen för riksdagen att Livregementets husarer (K 3) skulle kvarstå och Norrlands dragonregemente (K 4) skulle avvecklas. I dess ställe skulle en jägarbataljon upprättas vid Norrbottens regemente i Boden. Dock fick aldrig regeringen någon majoritet i riksdagen för sin proposition då Vänsterpartiet pekade på att Arvidsjaur som ort var extremt försvarsmaktsberoende, då cirka 8% av ortens sysselsatta var anställda inom Försvarsmakten. I propositionen redovisades en hyresbesparing på 22 miljoner kronor, Vänsterpartiet pekade på att den skulle få bäras av Fortifikationsverket då man ansåg att anläggningen i Arvidsjaur inte har någon alternativ användning. I december 2004 nåddes en uppgörelse mellan Vänsterpartiet och regeringen där regeringen lovade ersättningsjobb till Arvidsjaur, bland annat i form av att jägarbataljonen, som i den nya organisationen tillhörde Norrbottens regemente i Boden, skulle förläggas till Arvidsjaur, vidare skulle både civil som militär testverksamhet förläggas till Arvidsjaur. Den 31 december 2004 avvecklades Norrlands dragonregemente (K 4), från och med 1 januari 2005 övergick regementet till en avvecklingsorganisation fram till dess att avvecklingen skulle vara slutförd senast den 30 juni 2006. 

### Arméns jägarbataljon
Utbildningsbataljonen vid Norrlands dragonregemente kvarstod dock i Försvarsmaktens grundorganisation och inordnades i Norrbottens regemente som Arméns jägarbataljon (AJB) med bibehållen förläggning i Arvidsjaur.
Den 24 juni 2010 blev Försvarsmaktens tekniska skola det sista förbandet som genomförde sin utryckningsceremoni, genom att 59 värnpliktiga soldaterna ur 1. tekniska bataljonen muckade, inför att värnplikten blev vilande i Sverige. Den 12 juni 2018 blev Arméns jägarbataljon först att ta emot sina 140 kvinnor och män, som påbörjade en elva månader lång grundutbildning. Arméns jägarbataljon blev därmed först ut att ta emot värnpliktiga efter att värnpliktsutbildningen återaktiverats. Totalt var det 3000 män och kvinnor som fram till september 2018 som ryckte in på förbanden runt om i landet i och med att värnpliktsutbildningen återaktiverade efter att varit vilande sedan 2010.

### ... och återetableras
Den 14 maj 2019 överlämnade försvarsberedningen sin slutrapport till regeringen, där man föreslog hur det militära försvaret skulle utvecklas åren 2021–2025. Försvarsberedningen föreslog bland annat att Norrlands dragonregemente (K 4) skulle återupprättas för utbildning av norrlandsjägarbataljoner. Försvarsmakten gjorde en analys av försvarsberedningens slutrapport "Värnkraft", där även Försvarsmakten föreslog att en ny organisationsenhet skulle upprättas i Arvidsjaur. Försvarsmakten föreslog att Norrlands dragonregemente skulle bildas från 2022 av detachementet Arméns jägarbataljon (AJB). Den 12 oktober 2020 presenterade Regeringen en överenskommelse om att från 2021 återetablera Norrlands dragonregemente i Arvidsjaur. Regeringen angav att Norrlands dragonregemente ska återetableras för att utbilda norrlandsjägarbataljoner särskilt utformade och utbildade för att verka i subarktisk miljö, men även för att förstärka den militära närvaron och förmågan i övre Norrland, liksom möjligheterna att verka på Nordkalotten. Norrlands dragonregemente föreslogs av regeringen påbörja återetableringen åren 2021–2025.
Inför försvarsbeslutet 2020 presenterade regeringen den 12 oktober 2020 en överenskommelse om att från 2022 återetablera Norrlands dragonregemente i Arvidsjaur. I försvarspropositionen motiverade regeringen återinrättandet av regementet med den utökade grundutbildningen som följer av organiseringen av två norrlandsjägarbataljoner. Med en utökad utbildning i Arvidsjaur av norrlandsjägarbataljoner särskilt utformade och utbildade för att verka i subarktisk miljö förstärks även den militära närvaron och förmågan i övre Norrland, liksom möjligheterna att verka på Nordkalotten. Eftersom verksamhet kontinuerligt bedrivits i Arvidsjaur även sedan Norrlands dragonregemente lades ned finns huvuddelen av den infrastruktur som behövs redan på plats. För att återinrätta organisationsenheten Norrlands dragonregemente behöver, utöver befintliga lokaler, ytterligare militär och civil personal tillföras för att inrätta en regementsstab samt stödenheter såsom logistikenhet, försvarshälsa samt skjutfältsavdelning. Senast den 1 mars 2021 skulle Försvarsmakten redovisa myndighetens planering till regeringskansliet (försvarsdepartementet) över återinrättandet av Norrlands dragonregemente (K 4) i Arvidsjaur. Den 26 februari 2021 presenterade Försvarsmakten sitt budgetunderlag för 2022, där Försvarsmakten redovisade sin planering, förberedelser och verksamhet i syfte att kunna återinrätta de av försvarsbeslutet utpekade regementen. Norrlands dragonregemente föreslogs etableras från det fjärde kvartalet 2021, samt ansvara för utbildning av två norrlandsjägarbataljoner.
Den 16 juni 2021 offentliggjorde Försvarsmakten cheferna för de nyupprättade förbanden. Överste Teddy Larsson utsågs till Norrlands dragonregementes nya regementschef och tillträdde formellt sin befattning i samband med att regementet återetablerades 24 september 2021. Den 1 september 2021 trädde förordningen med instruktion för Försvarsmakten (2007:1266) i kraft, vilken innebar en återetablering av fyra regementen och en flygflottilj. Den 24 september 2021 återetablerades Norrlands dragonregemente genom en ceremoni, där bland annat Carl XVI Gustaf, statsminister Stefan Löfven och överbefälhavaren Micael Bydén närvarade och där Carl XVI Gustaf förklarade regementet återupprättat, vilket blev andra gången Carl XVI Gustaf invigde regementet. Klockan 12.00 överlämnade överbefälhavaren befälet över Norrlands dragonregemente till dess nye chef Teddy Larsson.

## Verksamhet

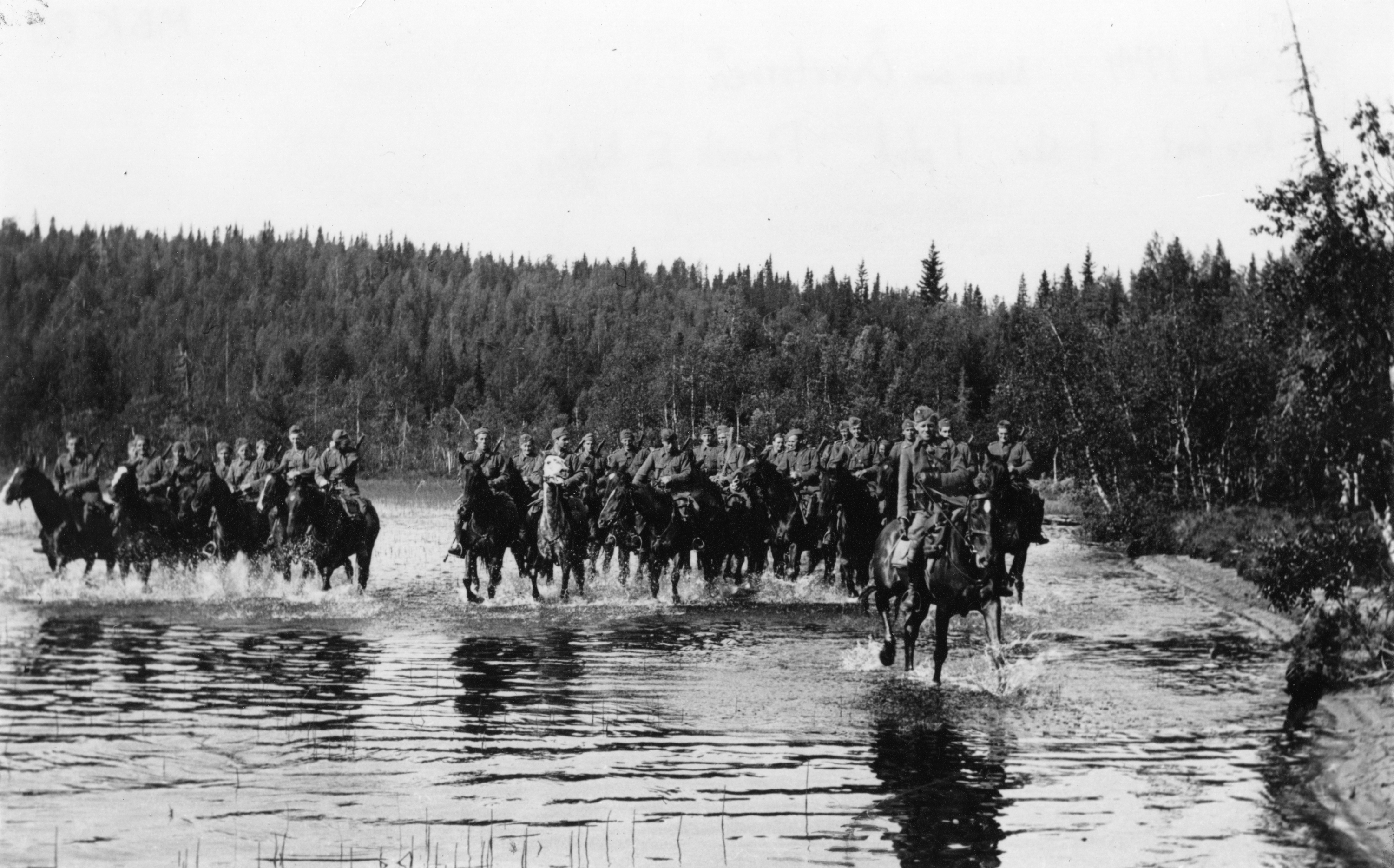
En pluton från K 4 vadar i strandkanten norr om Övertorneå 1944.

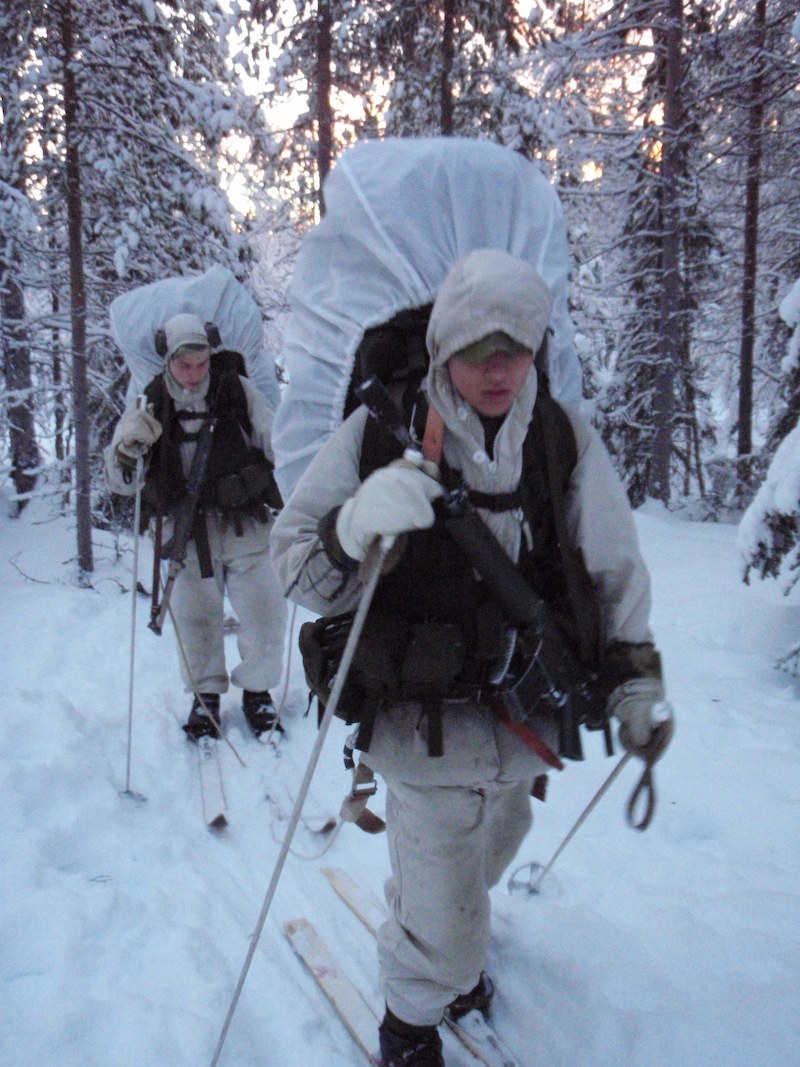
Regementet utbildade bland annat Norrlandsjägare.

År 1893 utökades kåren med ytterligare tre skvadroner. Åren 1894–1901, då regementet delvis var förlagt till Stockholm, hölls gemensamma övningar i Gustafs socken i Dalarna. Från 1958 skulle bataljonen årligen utbildas 325 beridna jägare, samt drygt 75 jägare på motorcykel och cykel. Antalet hästar minskades från 400 till 360. Från 1966 kom utbildningen att inriktas mot fristående jägarkompanier, som var fördelningsförband, utan hästar men försedda med Bandvagn 202/203. Förbandet avhästades slutligen 1970, detta genom att befälshästarna togs bort.
Norrlands dragonregemente (K 4) utbildade tillsammans med Lapplands jägarregemente (I 22) jägarförband för strid på djupet av en fiendes territorium i ett subarktiskt klimat. Frånsett olika förbandskulturer har de bägge förbanden sedan 1970-talet haft snarlika taktiska uppgifter (K 4 avhästades 1967). Under 1990-talet utvecklades Norrlandsjägarbataljoner gemensamt vid de bägge regementena men i samband med nedläggningen av I 22 kom K 4 att bli ensamt vid utvecklingen av de nya Jägarbataljonerna (i detta skede inriktades Livregementets husarer (K 3) på konceptet kring luftburen bataljon). K 4 gav även understöd till svensk polis och utländska militära enheter med fokus på taktiskt uppträdande i extrema miljöer, varav beskjutning, snö, mörker och kyla är några exempel.
Efter att Norrlands dragonregemente avvecklats och verksamheten övergått till Arméns jägarbataljon, var bataljonen Försvarsmaktens resurs för strid och underrättelseinhämtning bakom fiendens linjer, samt i områden där konventionella förband ej kan verka. Jägarbataljonen är ett så kallat lätt förband, det vill säga man saknar tunga fordon som kräver ett externt underhåll. Dess organisation är flexibel för olika uppgifter och förbandet kan lätt och snabbt transporteras till en insats såväl inom Sverige som utomlands.
Efter godkänd genomförd kurs (Del 1 GKJ-B och del 2 GKJ-V) erhålls diplom, intyg om genomförd utbildning och utbildningstecken JÄGARE enligt beslut C FÖRBPROD se HKV 2012-08-28, 14515:52712 och C I 19 instruktion.. Bärandetillstånd regleras i HKV 2012-11-23, 14515:12237 Instruktion Utbildningstecken Jägare

### Utbildningsskvadroner
| 1833 - Livskvadronen - Alsens skvadron | 2004 - Alsens skvadron - Frösö skvadron - Umeå skvadron - Arvidsjaur skvadron |

### Internationell verksamhet
- 2001 Kosovo: KS04 K 4/AMF 1
- 2004 Afghanistan: FS08 AJB /KS09 Spaningspluton [e]
- 2004 Afghanistan: FS09 AJB [f]
- 2005 Afghanistan: FS10 AJB
- 2006 Afghanistan: FS11 AJB
- 2007 Afghanistan: FS12 AJB
- 2007 Afghanistan: FS13 AJB Internationella Jägarplutonen
- 2007 Afghanistan: FS14 AJB bemannade skyttepluton DP.
- 2009 Afghanistan: FS17 AJB Internationella Jägarplutonen
- 2010 Afghanistan: FS18 AJB bemannade skyttepluton CQ
- 2010 Afghanistan: FS19 AJB bemannade skyttekompaniet QL
- 2011 Afghanistan: FS20 AJB bemannade skyttepluton AS
- 2012 Afghanistan: FS23 AJB deltar bland annat med TACP-team samt vakt- och eskortenhet ur "strategiska reserven" i och med nedläggningen av Camp Monitor.
- 2017 Mali: Mali06

## Ingående enheter

### Bergsjägarplutonen
Bergsjägarplutonen är en enhet i Försvarsmakten sedan 2007/2008 som består av militära bergsguider samt bergsspecialister som utbildas vid Arméns jägarbataljon i Arvidsjaur för att senare placeras i insatsorganisationen. Plutonens uppgift är att upprätthålla förmågan nationellt men även vid behov vid utlandsinsatser. Bergsområden används som tillflyktsort och smugglingsleder för olika kriminella fraktioner, då få förband kan verka i just dessa områden.
Bergsjägarplutonen är modulärt uppbyggd med tre bergsjägargrupper och samt bergsmästare i syfte att kunna fördelas som stöd till plutoner, skvadroner eller tillfälligt sammansatta enheter. Huvuduppgiften är strid och spaning särskilt utvecklad i bergsterräng. Bergsjägarplutonen skall vid insats i bergsterräng vara tidigt insatt för att kunna inhämta information om terrängen och fienden via fast och rörlig spaning. Terränganalysen är av särskilt stor vikt för att kunna visa in en huvudstyrka utan påverkan av yttre förhållanden på ett säkert sätt. Huvudstyrkan visas in genom områden där de sedan kan uppnå överraskning för fienden som till exempel oväntade vägval i brant terräng.
Förutom grundläggande jägarutbildning får bergsjägarsoldaten också utbildning i framryckning över glaciär, lavinriskområde, klippa, is samt branta snöfält. Särskild vikt läggs vid uthållighet/rörlighet i svår terräng i subarktiskt miljö sommar/vinter. För att få påbörja utbildningen som bergsjägare krävs värnpliktig jägarutbildning och därefter söker man till yrkessoldat vid Bergsjägarplutonen.
Bergsjägarplutonen blev engagerad efter Hercules-olyckan i Kebnekaiseområdet i mars 2012. Plutonen sökte som första enhet av bland annat glaciärerna runt Kebnekaisemassivet där de också hittade de första vrakresterna.

## Tidigare ingående enheter

### Internationella jägarplutonen
Internationella jägarplutonen (Jplut Int) var ett registerförband som inom trettio dagar skulle kunna genomföra insatser både nationellt och internationellt. Anledningen till att man skapade den Internationella Jägarplutonen var att verka i förmågespannet mellan de konventionella förbanden och specialförbanden. Under våren 2004 handplockades de officerare som skulle ingå i den första plutonen. Man gjorde ett riktat utskick till före detta jägarsoldater inför rekryteringen till plutonen. Cirka 80 personer kallades till uttagningstester och 25 blev uttagna att påbörja grundutbildningen vid den Internationella Jägarplutonen. Utbildningen startade hösten 2004 och bedrevs fram till årsskiftet, därefter har flera övningar både i Sverige och utomlands genomförts med förbandet. Internationella Jägarplutonen har satts in i Kosovo (2006) och Afghanistan (2007 och 2009).

### Norrlands dragonregementes detachement i Boden
Norrlands dragonregementes detachement i Boden (K 4 B) bilades den 3 november 1927 genom att tredje skvadronen ur regementet förlades till Boden, vilken började verka den 1 januari 1928. Skvadronen var samlokaliserad med ett detachement ur Norrlands artilleriregemente (A 4) och Signalregementet (S 1) vid Norrbottens artillerikårs (A 5) kaserner på Sveavägen i Boden. Kasernen på Sveavägen i Boden hade ursprungligen uppförts till Norrbottens kavallerikår (K 9). Den 1 oktober 1938 avvecklades detachementet.

## Förläggningar och övningsplatser

### Förläggning
I samband med att förbandet blev självständigt den 25 maj 1853 hade det sin expedition vid Frösö läger. Åren 1894–1901 var rekryt-, korpral- och remontskolan vid regementet förlagda till Livregementets dragoner (K 2) i Stockholm, detta i avvaktan på att ett kasernetablissement till regementet skulle färdigställas i Umeå garnison. Den 13 oktober 1900 påbörjade regementet sin inflyttning på Skolgatan 31 i Umeå. År 1966 beslutades Norrlands dragoner skulle samlokaliserades med Västerbottens regemente (I 20) på Hissjövägen. Till det uppfördes nya kaserner på Hissjövägen och den 3 september 1966 påbörjades inflyttningen, vilken högtidlighölls genom en ceremoni den 20 september 1966. Den 31 oktober 1966 hade kasernerna vid Skolgatan lämnats helt. Den 20 september 1979 hölls en avskedsceremoni i Umeå inför att förbandet skulle omlokaliseras till Arvidsjaurs garnison.
Den 1 april 1980 flyttade regementet officiellt in i sitt nya moderna kasernkomplex i Arvidsjaur. Varje skvadron vid regementet fick en egen enhet i byggnaden och logementen var avsedda för jägargrupper (8 man), med egna hygienutrymmen, dagrum och särskild del med skåp för utrustningen. De första värnpliktiga ryckte in på regementet i juni samma år, och den 20 september 1980 hölls en inflyttningsceremoni.

### Övningsplatser
Regementet hade sin första mötesplats på Frösö läger. Under tiden i Umeå delades övningsfältet, Umeå övnings- och skjutfält, med Västerbottens regemente. I Arvidsjaur har regementet sin huvudsakliga övningsplats på Arvidsjaurs skjutfält.

## Heraldik och traditioner

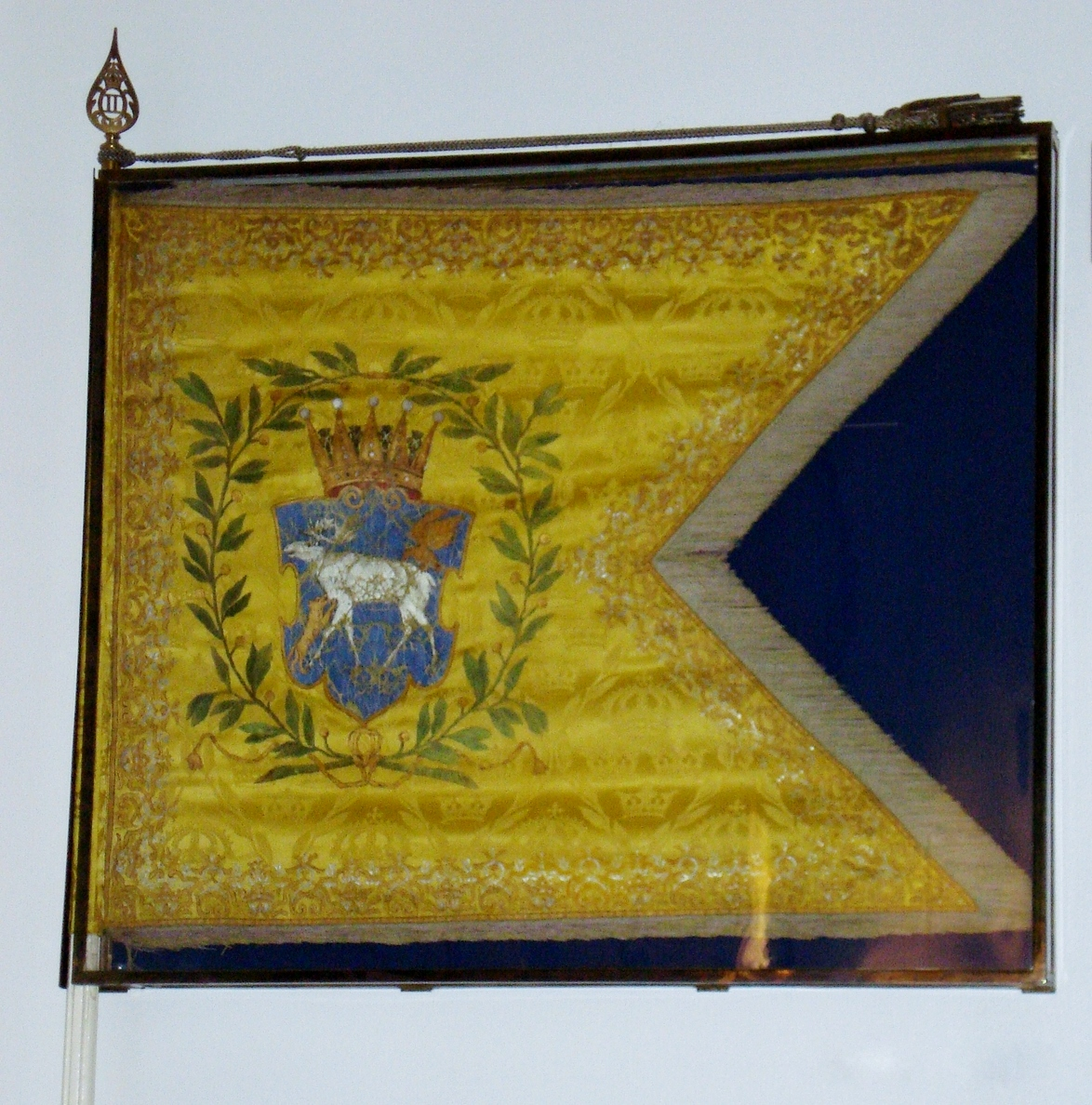
Dragonfana m/1902 för Norrlands dragonregemente.

Regementets högtidsdag är den 20 september, som minne till Slaget vid Nowy Dwór den 20 september 1655, ett segernamnet som delas med Jämtlands fältjägarkår.
När Norrlands dragonregemente (K 4) avvecklades den 31 december 2004, bildades i dess ställe den 1 januari 2005 Arméns jägarbataljon, som ett detachement till Norrbottens regemente (I 19). Jägarbataljon som förlades till Arvidsjaur övertog traditionerna från det avvecklade Norrlands dragonregemente. I samband med att Norrlands dragonregemente återetablerades, så återtog regementet sina traditionerna från jägarbataljonen, som samtidigt upplöstes i dess form.

### Förbandsfana
Norrlands dragonregemente, som tillhör truppslaget kavalleriet, avviker i den formen att regementet har en fana, framför standar vilket traditionellt är brukligt i kavalleriet. Den bakomliggande anledning är att regementet har sina traditioner som dragoner, det vill säga ett beridet infanteri, vilka för en så kallad dragonfana. Norrlands dragonregemente tilldelades sin första dragonfana den 30 september 1902, vilken överlämnades av generalmajor Carl Warberg. Den 20 september 1955 överlämnade arméchefen Carl August Ehrensvärd en ny fana (m/1955) till regementet. Från 1957 kom även regementets bokstäver i förbandstecknet bytas från "NDR" till "ND", då regementet 1958 skulle reduceras till bataljon. I samband med återetableringen hösten 2021 av Norrlands dragonregemente, återtogs fanan och traditioner som regementet tidigare innehaft. Den 26 maj 2023 spikades dess nya fana under högtidliga former på Armémuseum. Den 19 oktober 2023 överlämnade kronprinsessan Victoria den nya fanan till regementschefen Teddy Larsson vid en ceremoni i Arvidsjaurs garnison.

### Utmärkelsetecken
I samband med avvecklingen, instiftades 2004 Norrlands dragonregemente (K 4) minnesmedalj i silver (NorrlDragregMSM).

### Vänförband
- Jägarbrigaden, Finland.[34]
- Finnmark Regiment, Norge.[34]
- 13. fallskärmsdragonregementet, Frankrike.[34]

## Förbandschefer
Nedan anges regementscheferna åren 1893–1957 och 1980–2004. Åren 1957–1980 samt 2005–2021 var förbandet en utbildningsbataljon, där förbandschefen titulerades bataljonschef, med tjänstegraden överstelöjtnant, och var underställd chefen för Västerbottens regemente respektive chefen för Norrbottens regemente. Åren 1893–1957, 1980–2004 och från 2021 tituleras förbandschefen regementschef och har tjänstegraden överste.

- 1893–1893: Knut Gillis Bildt (Tf.)
- 1893–1895: Gustaf Magnus Oscar Roger Björnstjerna
- 1895–1904: Gustaf Adolf Löwenhjelm
- 1904–1904: Erik Oxenstierna (Tf.)
- 1904–1914: Wilhelm Aschan
- 1914–1917: Adolf Adelswärd
- 1917–1919: Henric Ståhl
- 1919–1922: Axel Ahnström
- 1922–1930: Rickman von der Lancken
- 1930–1935: Archibald Douglas
- 1935–1940: Carl Björnstjerna
- 1940–1943: Sven Colliander
- 1943–1947: Henric Lagercrantz
- 1947–1951: Sven David Oskar Hermelin
- 1951–1952: James Axel John Maule
- 1952–1957: Carl-Johan Wachtmeister
- 1957–1963: Gustav William Frisén
- 1963–1972: Ingemar Bondeson
- 1972–1978: Berthold Dieden
- 1978–1980: Per Blomquist
- 1980–1982: Per Blomquist
- 1982–1984: Lars Wallén
- 1984–1986: Per Mohlin (Tf.)
- 1986–1989: Björn Lundquist
- 1989–1992: Mertil Melin
- 1992–1996: Johan Kihl
- 1996–2000: Frank Westman
- 2000–2003: Gunnar Söderström
- 2004–2005: Bengt Sandström [g]
- 2005–2007: Peter Fredriksson
- 2007–2009: Mikael Nordmark
- 2009–2013: Urban Edlund [h]
- 2013–2016: Teddy Larsson
- 2016–2020: Mathias Holmqvist
- 2020–2021: Fredrik Andersson
- 2021–2025: Teddy Larsson [i]
- 2025–20xx: Fredrik Andersson [j]

## Namn, beteckning och förläggningsort
| Kungl. Norrlands dragonregemente | 1893-01-01 | – | 1958-06-30 |
| Kungl. Norrlands dragoner        | 1958-07-01 | – | 1974-12-31 |
| Norrlands dragoner               | 1975-01-01 | – | 1980-03-31 |
| Norrlands dragonregemente        | 1980-04-01 | – | 2004-12-31 |
| Arméns jägarbataljon             | 2005-01-01 | – | 2021-09-23 |
| Norrlands dragonregemente        | 2021-09-24 | – |            |

| № 8 | 1893-01-01 | – | 1914-09-30 |
| K 8 | 1914-10-01 | – | 1927-12-31 |
| K 4 | 1928-01-01 | – | 2004-12-31 |
| AJB | 2005-01-01 | – | 2021-09-23 |
| K 4 | 2021-09-24 | – |            |

| Frösö läger (F)                        | 1893-01-01 | – | 1900-10-12 |
| Drottningholm (Ö)                      | 1893-01-01 | – | 1900-??-?? |
| Stockholms garnison (D)                | 1893-01-01 | – | 1900-10-12 |
| Ladugårdsgärdet (Ö)                    | 1893-01-01 | – | 1900-??-?? |
| Umeå garnison (F)                      | 1900-10-13 | – | 1980-03-31 |
| Arvidsjaurs garnison (F)               | 1980-04-01 | – |            |
| Bodens garnison (D)                    | 1980-04-01 | – | 2004-12-31 |
| Arvidsjaurs övnings och- skjutfält (Ö) | 1980-04-01 | – |            |

## Galleri

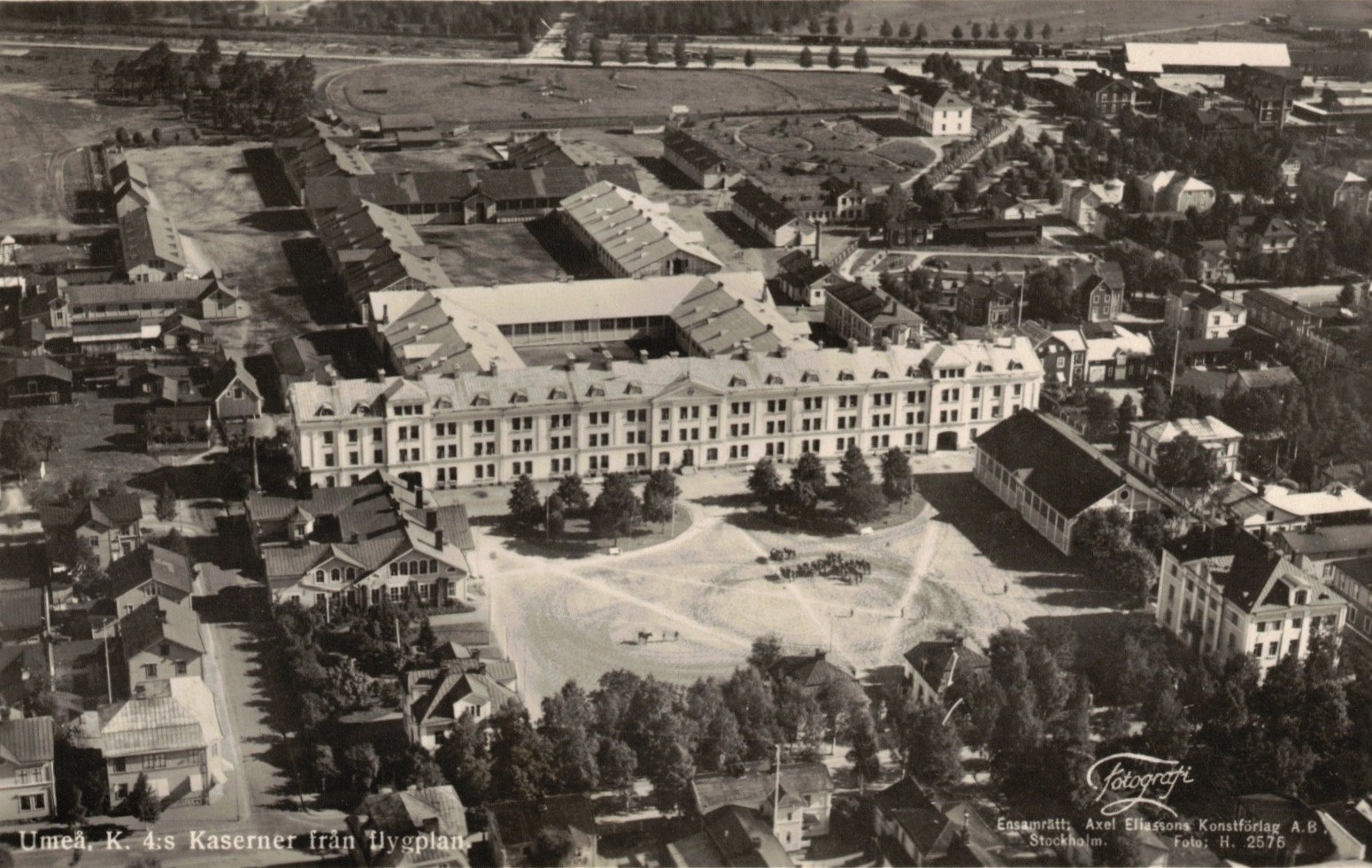
Norrlands dragonregemente (K 4) i Umeå, 1934.
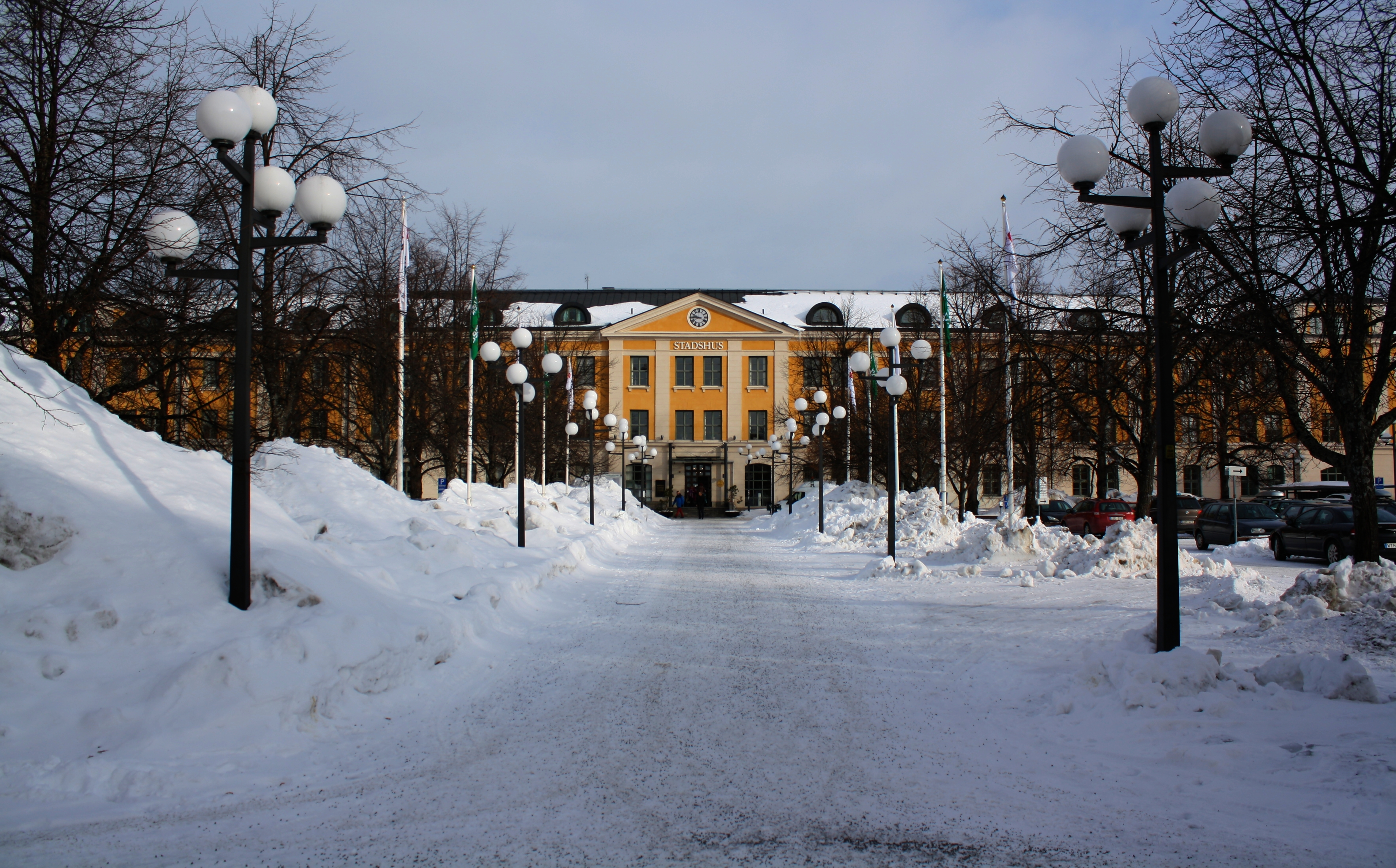
Norrlands dragonregemente (K 4) i Umeå.
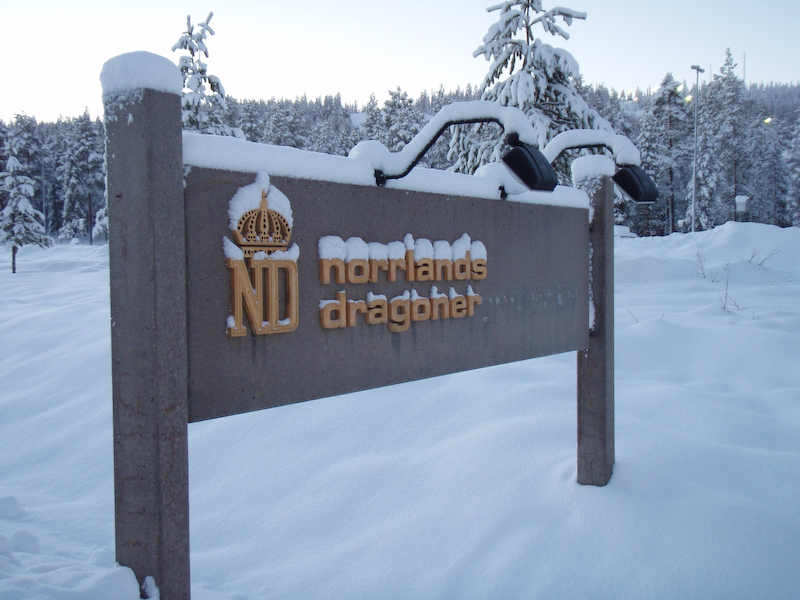
Norrlands dragoner i Arvidsjaur.
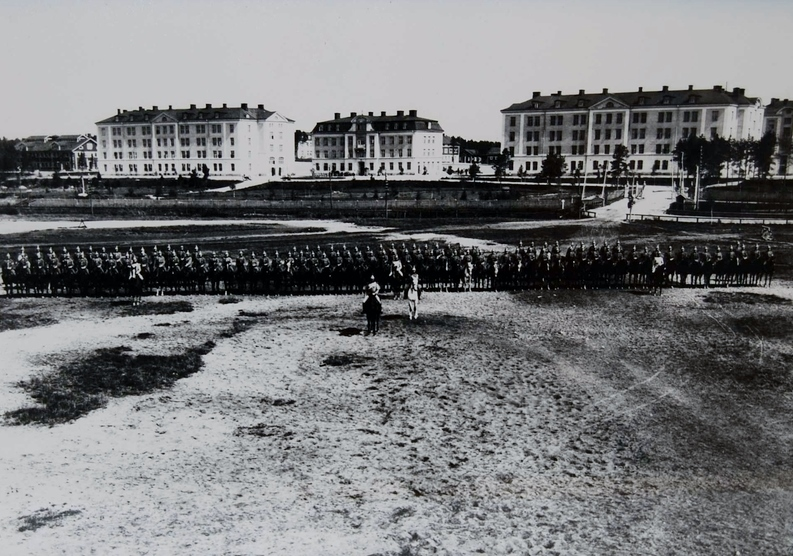
2. kavalleriskvadron ur Norrlands dragonregemente (K 8) på övningsfält. I bakgrunden Västerbottens regementes (I 20) kasernbyggnader.
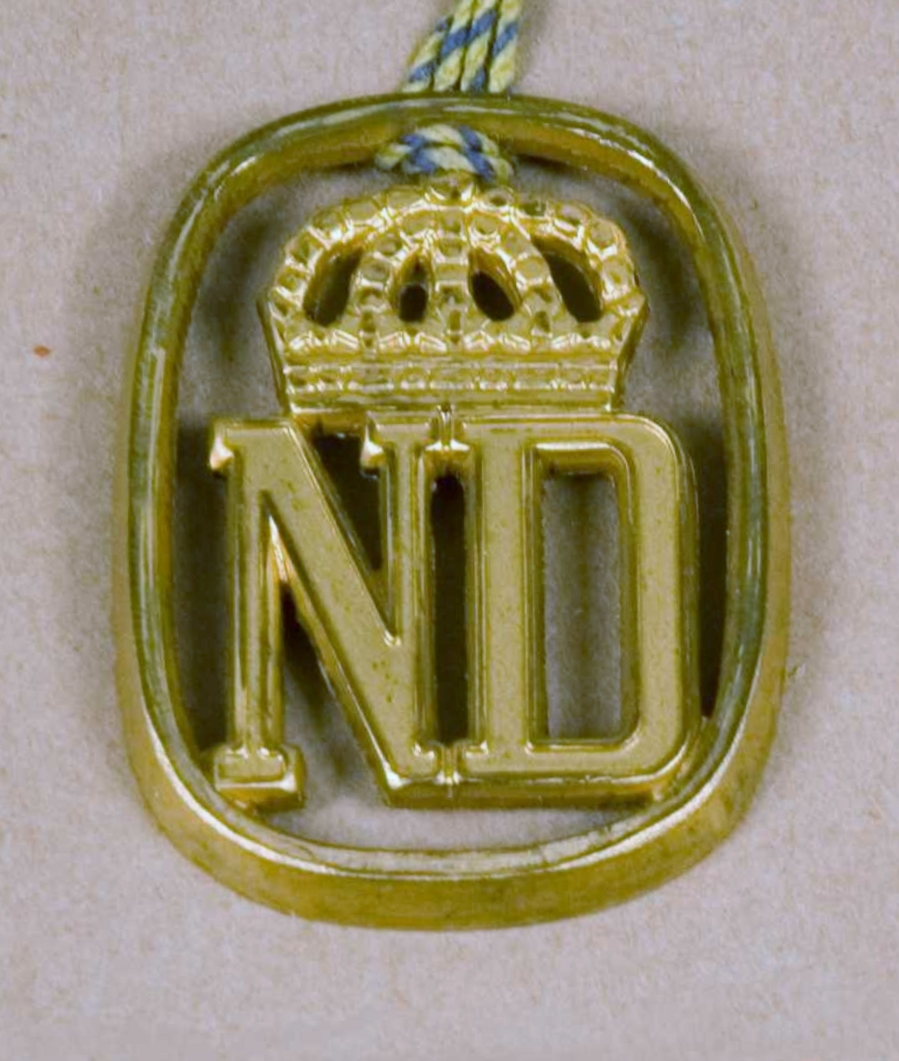
Baskertecken m/1960
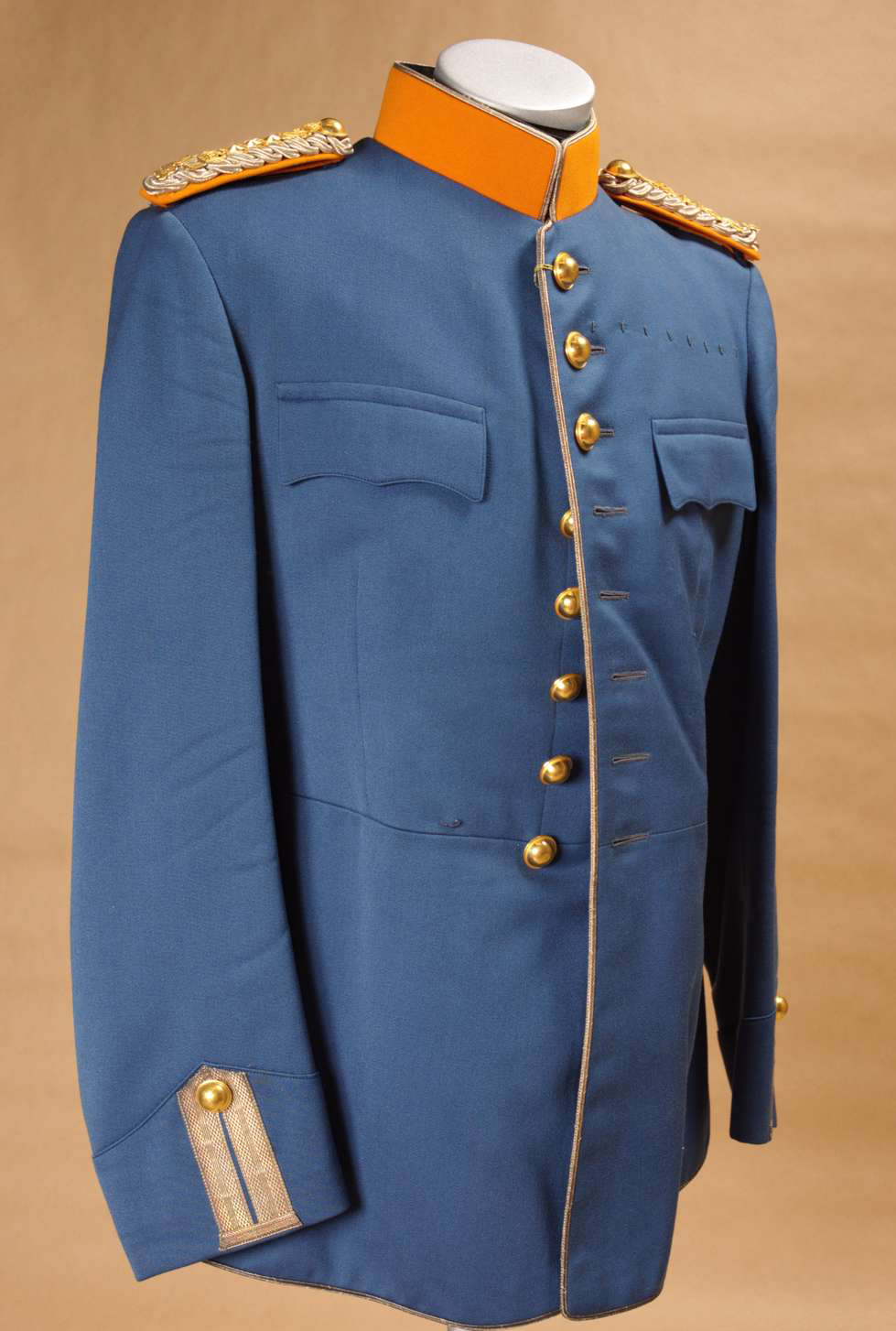
Vapenrock m/1895